# Zerowa Maria i puste pudełko
Zerowa Maria i puste pudełko (jap. 空ろの箱と零のマリア Utsuro no hako to zero no Maria) – siedmiotomowa seria light novel napisana przez Eijiego Mikage i zilustrowana przez Tetsuo. Kolejne tomy były wydawane przez wydawnictwo ASCII Media Works.
W Polsce seria ta została wydana przez wydawnictwo Waneko.

## Bohaterowie
- Kazuki Hoshino (jap. 星野 一輝 Hoshino Kazuki)
- Maria Otonashi (jap. 音無 麻理亜 Otonashi Maria)
- Kokone Kirino (jap. 桐野 心音 Kirino Kokone)
- Daiya Ōmine (jap. 大嶺 醍哉 Ōmine Daiya)
- Haruaki Usui (jap. 臼井 陽明 Usui Haruaki)
- Kasumi Mogi (jap. 茂木 霞 Mogi Kasumi)
- O

## Tomy
| Nr | Tytuł                                                                                               | Data wydania (ASCII Media Works) | ISBN (język japoński)  | Data wydania (Waneko) | ISBN (język polski)    |
| -- | --------------------------------------------------------------------------------------------------- | -------------------------------- | ---------------------- | --------------------- | ---------------------- |
| 1  | Zerowa Maria i puste pudełko: tom 1 (jap. 空ろの箱と零のマリア 1 Utsuro no hako to zero no Maria 1) | 10 stycznia 2009                 | ISBN 978-4-04-867461-4 | 5 lutego 2016         | ISBN 978-83-65229-88-5 |
| 2  | Zerowa Maria i puste pudełko: tom 2 (jap. 空ろの箱と零のマリア 2 Utsuro no hako to zero no Maria 2) | 10 września 2009                 | ISBN 978-4-04-868012-7 | 8 kwietnia 2016       | ISBN 978-83-65229-89-2 |
| 3  | Zerowa Maria i puste pudełko: tom 3 (jap. 空ろの箱と零のマリア 3 Utsuro no hako to zero no Maria 3) | 10 stycznia 2010                 | ISBN 978-4-04-868275-6 | 8 czerwca 2016        | ISBN 978-83-65229-90-8 |
| 4  | Zerowa Maria i puste pudełko: tom 4 (jap. 空ろの箱と零のマリア 4 Utsuro no hako to zero no Maria 4) | 10 czerwca 2010                  | ISBN 978-4-04-868595-5 | 8 sierpnia 2016       | ISBN 978-83-65229-91-5 |
| 5  | Zerowa Maria i puste pudełko: tom 5 (jap. 空ろの箱と零のマリア 5 Utsuro no hako to zero no Maria 5) | 10 lipca 2012                    | ISBN 978-4-04-886733-7 | 6 października 2016   | ISBN 978-83-65229-92-2 |
| 6  | Zerowa Maria i puste pudełko: tom 6 (jap. 空ろの箱と零のマリア 6 Utsuro no hako to zero no Maria 6) | 10 stycznia 2013                 | ISBN 978-4-04-891251-8 | 7 grudnia 2016        | ISBN 978-83-65229-93-9 |
| 7  | Zerowa Maria i puste pudełko: tom 7 (jap. 空ろの箱と零のマリア 7 Utsuro no hako to zero no Maria 7) | 10 czerwca 2015                  | ISBN 978-4-04-865193-6 | 6 lutego 2017         | ISBN 978-83-65229-94-6 |